# Sabljaki Modruški
Sabljaki Modruški is een plaats in de gemeente Josipdol in de Kroatische provincie Karlovac. De plaats telt 57 inwoners (2001).